# بوريسلاف بافلوف
بوريسلاف بافلوف (بالبلغارية: Борислав Павлов)‏ هو لاعب كرة قدم بلغاري في مركز الدفاع، ولد في 6 يناير 1978 في صوفيا في بلغاريا. لعب مع سلافيا صوفيا وفيهرين ساندانسكي ونادي تشيرنو مور فارنا ونادي سبارتاك بليفين.